# Védhetetlen
A Védhetetlen (eredeti címén: Safe House) egy 2012-es amerikai–dél-afrikai–japán akcióthriller, melyet Daniel Espinosa rendezett, Denzel Washington és Ryan Reynolds főszereplésével.
Az Amerikai Egyesült Államokban 2012. február 10-én mutatták be, Magyarországon egy héttel később szinkronizálva, február 16-án a UIP-Dunafilm forgalmazásában.

## Történet
Tobin Frost régóta keresett, dezertőr CIA-ügynök, aki a legtöbbet ajánlónak ad el titkokat, az Amerikai Egyesült Államok fokvárosi konzulátusán keres menedéket, hogy elmeneküljön üldözői elől. Onnan a CIA igazgatóhelyettesének, Harlan Whitfordnak az utasítására Daniel Kiefer ügynök és csapata a legközelebbi fokvárosi menedékházba szállítja kihallgatásra, amelyet Matt Weston CIA-ügynök vezet és felügyel. Amikor Kiefer épp a menedékházban megkezdené a vízkínzást, megtámadja őket Vargas bérgyilkos és más fegyveresek. Csak Westonnak sikerül elmenekülnie Frosttal.
Az üldözés során Weston kapcsolatba lép felettesével, David Barlow-val. Barlow és Catherine Linklater ügynök arra utasítja, bújjon el, és később jelentkezzen. Frostnak sikerül megszöknie, Weston pedig azt a parancsot kapja, hogy ezentúl maradjon ki az üldözésből. Frostot azonban egyedül is sikerül felkutatnia a pénzhamisító Villarnál. Ott ismét megtámadja őket Vargas és csapata, aki, mint kiderül, egy árulónak dolgozik a CIA-n belül. Mindkettőjüknek sikerül elmenekülniük, Weston pedig elkapja Frostot.
Egy újonnan létesített vidéki menedékházba mennek, ahol Westont megtámadja egy Keller nevű helyi ügynök, és súlyosan megsérülve kerül ki a harcból. Közben Linklater és Barlow megérkezik Dél-Afrikába. Barlow – akiről időközben kiderül, hogy ő az áruló – meggyilkolja Linklatert, mielőtt Vargasszal együtt a menedékházba megy. Halálosan megsebesíti Frostot, de Weston megöli. Miközben haldoklik, Frost átad Westonnak egy adatchipet, amely több globális hírszerző szolgálat áruló tevékenységben részt vevő hírszerző tisztjeinek listáját tartalmazza, köztük Barlowt is.
A film végén Whitford arra kéri Westont, manipulálja a dél-afrikai eseményekről szóló jelentést, amiért cserébe parancsnoki előléptetést ígér neki. A beszélgetés során az adatfelvételről is kérdezik, de Weston tagadja, hogy tudna róla. A záró jelenetben különböző hírműsorok kollázsa számol be éppen ennek az adatsornak a közzétételéről és annak messzemenő következményeiről világszerte.

## Szereplők
| Szerep                | Színész           | Magyar hang     |
| --------------------- | ----------------- | --------------- |
| Tobin Frost           | Denzel Washington | Kálid Artúr     |
| Matthew "Matt" Weston | Ryan Reynolds     | Orosz Ákos      |
| Catherine Linklater   | Vera Farmiga      | Kiss Erika      |
| David Barlow          | Brendan Gleeson   | Törköly Levente |
| Harlan Whitford       | Sam Shepard       | Versényi László |
| Daniel Kiefer         | Robert Patrick    | Rosta Sándor    |
| Robert Heissler       | Sebastian Roché   | N/A             |
| Keller                | Joel Kinnaman     | N/A             |
| Carlos Villar         | Rubén Blades      | Orosz István    |